# Finnischer Fußballpokal 1961
Der Finnische Fußballpokal 1961 (finnisch Suomen Cup 1961) war die siebte Austragung des finnischen Pokalwettbewerbs. Er wurde vom finnischen Fußballverband ausgetragen. Das Finale fand am 22. Oktober 1961 im Olympiastadion Helsinki statt.
Pokalsieger wurde Kotkan Työväen Palloilijat. Das Team setzte sich im Finale gegen Helsingin Pallo-Pojat mit 5:2 durch.
Alle Begegnungen wurden in einem Spiel ausgetragen. Bei unentschiedenem Ausgang wurde das Spiel auf des Gegners Platz wiederholt. Bis zur 3. Runde hatten unterklassige Teams Heimrecht.

## Teilnehmende Teams
Für die erste Hauptrunde waren 45 Vereine der ersten und zweiten Liga direkt qualifiziert. Dazu kamen 19 Mannschaften der dritten und vierten Liga, die nach drei Qualifikationsrunden startberechtigt waren.
| Veikkausliiga (11) | Ykkönen Ost (11) | Ykkönen West (11) | Ykkönen Nord (12) |
| --- | --- | --- | --- |
| - Haka Valkeakoski - Helsingfors IFK - Helsingin Palloseura - Helsingin Pallo-Pojat - HJK Helsinki - Kronohagens IF - Kuopion PS - TaPa Tampere - Turku PS - Turun Toverit - Viipurin Reipas | - Helsingin Ponnistus - Helsingin Toverit - Kotkan Työväen Palloilijat - Kuusankosken Puhti - Lahden Pallo-Miehet - Lappeenrannan Pallo - Mikkelin Pallo-Kissat - Mikkelin Palloilijat - Sudet Helsinki - Töölön Vesa - Warkauden Pallo -35 | - Åbo IFK - Hämeenlinnan Pallokerho - Ilves-Kissat Tampere - Kalevan Pallo-Pojat - BK-46 Karis - RU-38 Pori - Porin Karhut - Rauman Lukko - Rauman Pallo - Tampereen Kisa-Toverit - Tampereen Pallo-Veikot | - IF Drott - Gamlakarleby BK - Jakobstads BK - Kajaanin Palloilijat - Kajaanin Palloseura - Karihaaran Tenho - Kokkolan Palloveikot - Kuopion Pallotoverit - Oulun Työväen Palloilijat - Seinäjoen Sisu - Tornion Pallo -47 - Vaasan PS |
| Maakuntasarja (13) | Maakuntasarja (13) | Maakuntasarja (13) | Aluesarja (6) |
| - Jämsänkosken Ilves - Kemin Into - Kuopion Elo - Loviisan Tor - Malmin Palloseura | - Myllykosken Pallo -47 - Oulun Kärpät - Riihimäen Palloseura - Rovaniemi PS | - Simpeleen Urheilijat - Turun Kisa-Veikot - Turun Teräs - Turun Weikot | - Kampin Pallo -50 - Pallokerho-35 Helsinki - Mikkelin Peli-Pojat - Tampereen Peli-Toverit - Vaasan Pallas - Warkauden TP |

## 1. Runde
|                         | Ergebnis |                            |
| ----------------------- | -------- | -------------------------- |
| Warkauden TP            | 2:4      | Kuopion Pallotoverit       |
| Kajaanin Palloseura     | 1:6      | Kuopion PS                 |
| Malmin Palloseura       | 3:0      | Sudet Helsinki             |
| Lahden Pallo-Miehet     | 6:1      | Tampereen Pallo-Veikot     |
| Porin Karhut            | 4:1      | Turun Toverit              |
| Kuusankosken Puhti      | 2:9      | Haka Valkeakoski           |
| Jämsänkosken Ilves      | 4:1      | Tampereen Kisa-Toverit     |
| Loviisan Tor            | 2:5      | Helsingin Ponnistus        |
| Rovaniemi PS            | 2:0      | Karihaaran Tenho           |
| Kemin Into              | 2:3      | Tornion Pallo -47          |
| Kampin Pallo -50        | 3:2      | Helsingin Toverit          |
| Turun Weikot            | 9:3      | Åbo IFK                    |
| Vaasan Pallas           | 4:5      | IF Drott                   |
| Kokkolan Palloveikot    | 3:2      | Vaasan PS                  |
| Lappeenrannan Pallo     | 3:1      | Viipurin Reipas            |
| Ilves-Kissat Tampere    | 1:2      | Helsingin Pallo-Pojat      |
| Riihimäen Palloseura    | kampflos | Töölön Vesa                |
| Turun Kisa-Veikot       | 1:3      | RU-38 Pori                 |
| Turun Teräs             | 6:0      | Rauman Lukko               |
| Pallokerho-35 Helsinki  | 01:15    | Helsingin Palloseura       |
| Kuopion Elo             | 2:1      | Mikkelin Pallo-Kissat      |
| Warkauden Pallo -35     | 1:0      | Kajaanin Palloilijat       |
| Myllykosken Pallo -47   | 4:8      | HJK Helsinki               |
| Hämeenlinnan Pallokerho | 2:3      | Helsingfors IFK            |
| Tampereen Peli-Toverit  | 3:2      | Kalevan Pallo-Pojat        |
| Oulun Kärpät            | 2:3      | Gamlakarleby BK            |
| Jakobstads BK           | 2:9      | Oulun Työväen Palloilijat  |
| Seinäjoen Sisu          | 5:4      | TaPa Tampere               |
| Simpeleen Urheilijat    | 2:6      | Kotkan Työväen Palloilijat |
| Rauman Pallo            | 1:4      | Turku PS                   |
| Mikkelin Peli-Pojat     | 1:7      | Mikkelin Palloilijat       |
| BK-46 Karis             | 2:6      | Kronohagens IF             |

## 2. Runde
|                            | Ergebnis |                       |
| -------------------------- | -------- | --------------------- |
| Kuopion Pallotoverit       | 5:1      | Kajaanin Palloseura   |
| Malmin Palloseura          | 1:0      | Lahden Pallo-Miehet   |
| Porin Karhut               | 0:4      | Haka Valkeakoski      |
| Jämsänkosken Ilves         | 1:4      | Helsingin Ponnistus   |
| Rovaniemi PS               | 1:0      | Tornion Pallo -47     |
| Kampin Pallo -50           | 1:3      | Turun Weikot          |
| IF Drott                   | 4:3      | Kokkolan Palloveikot  |
| Lappeenrannan Pallo        | 0:7      | Helsingin Pallo-Pojat |
| Riihimäen Palloseura       | 5:6      | RU-38 Pori            |
| Turun Teräs                | 1:4      | Helsingin Palloseura  |
| Kuopion Elo                | 2:1      | Warkauden Pallo -35   |
| HJK Helsinki               | 6:1      | Helsingfors IFK       |
| Tampereen Peli-Toverit     | 1:5      | Gamlakarleby BK       |
| Oulun Työväen Palloilijat  | 3:0      | Seinäjoen Sisu        |
| Kotkan Työväen Palloilijat | 4:3      | Turku PS              |
| Mikkelin Palloilijat       | 3:6      | Kronohagens IF        |

## 3. Runde
|                            | Ergebnis |                           |
| -------------------------- | -------- | ------------------------- |
| Rovaniemi PS               | 3:2      | Turun Weikot              |
| Kotkan Työväen Palloilijat | 3:1      | Kronohagens IF            |
| Haka Valkeakoski           | 1:2      | Helsingin Ponnistus       |
| IF Drott                   | 3:9      | Helsingin Pallo-Pojat     |
| Gamlakarleby BK            | 3:4      | Oulun Työväen Palloilijat |
| Kuopion Pallotoverit       | 6:1      | Malmin Palloseura         |
| RU-38 Pori                 | 0:1      | Helsingin Palloseura      |
| Kuopion Elo                | 4:2      | HJK Helsinki              |

## Viertelfinale
|                           | Ergebnis  |                            |
| ------------------------- | --------- | -------------------------- |
| Rovaniemi PS              | 2:3       | Helsingin Pallo-Pojat      |
| Oulun Työväen Palloilijat | 2:3       | Kotkan Työväen Palloilijat |
| Kuopion Pallotoverit      | 4:4 n. V. | Helsingin Ponnistus        |
| Helsingin Palloseura      | 5:3       | Kuopion Elo                |

### Wiederholungsspiel
|                     | Ergebnis |                      |
| ------------------- | -------- | -------------------- |
| Helsingin Ponnistus | 0:1      | Kuopion Pallotoverit |

## Halbfinale
|                      | Ergebnis |                            |
| -------------------- | -------- | -------------------------- |
| Helsingin Palloseura | 2:5      | Kotkan Työväen Palloilijat |
| Kuopion Pallotoverit | 1:2      | Helsingin Pallo-Pojat      |

## Finale
| Paarung                    | Kotkan Työväen Palloilijat – Helsingin Pallo-Pojat |
| Ergebnis                   | 5:2 (2:0) |
| Datum                      | 22. Oktober 1961 |
| Stadion                    | Olympiastadion, Helsinki |
| Zuschauer                  | 3.601 |
| Tore                       | 1:0 Mauri Nikkari (19., Elfmeter) 2:0 Raimo Peni (35.) 2:1 Taisto Lintunen (47.) 2:2 Olavi Hirvonen (55.) 3:2 Pertti Vanhanen (69.) 4:2 Kalervo Paananen (79.) 5:2 Reijo Haltsonen (86., Elfmeter) |
| Kotkan Työväen Palloilijat | Raimo Vesa – Esko Järvinen, Jorma Eriksson, Pertti Vanhanen – Reijo Haltsonen, Kalervo Paananen, Raimo Valkonen – Raimo Peni, Mauri Vanhanen, Mauri Nikkari, Aarne Vihersalo                       |